# Elisabetta de Gemmis
Elisabetta de Gemmis (... – 1799) è stata una nobildonna italiana. Era la figlia del letterato Ferrante de Gemmis, nonché moglie di Giuseppe de Samuele Cagnazzi, fratello del più noto Luca de Samuele Cagnazzi. Morì nel 1799, per circostanze legate alla Rivoluzione altamurana.

## Biografia
Elisabetta de Gemmis era la figlia del letterato Ferrante de Gemmis nonché nipote di Gioacchino de Gemmis. Sposò Giuseppe de Samuele Cagnazzi e pertanto risiedeva nella città di Altamura all'epoca dei fatti del 1799. Luca de Samuele Cagnazzi, all'interno della sua autobiografia, riporta che Elisabetta morì "per le vicende avvenute in Altamura" e che la sua morte fu causata dai "timori per l'assalto di Altamura". Ulteriori dettagli sulla sua morte sono stati rintracciati dallo storico locale Vincenzo Vicenti, il quale rintracciò una fonte che afferma che fu vittima dei "sanguinosi orrori de' briganti". Luca Cagnazzi la definisce "l'ottima sua compagna".
In seguito ai fatti della Rivoluzione altamurana, alla città di Altamura fu imposta una contribuzione di trentamila ducati e Ruffo acquisì molti generi sfuggiti al saccheggio "a conto di essa contribuzione", con la promessa che tali generi sarebbero stati in seguito ripagati. All'epoca dei tumulti del 1799, si pensò solo a mettere in salvo Elisabetta e i sei figli in tenera età, mentre i fratelli Luca e Giuseppe Cagnazzi erano fuori. Inizialmente fu promesso un rimborso ma in seguito, con la salita al trono dei francesi nel Regno di Napoli, tali debiti furono considerati debiti contratti dai Borboni e pertanto non rimborsabili. Invano i Cagnazzi fecero le loro rimostranze, facendo leva sul fatto che il nuovo governo avrebbe dovuto accollarsi sia dei crediti che dei debiti del precedente governo. La situazione cominciò a sbloccarsi con Gioacchino Murat al trono e dopo lo scandalo delle cosiddette "licenze segrete" (blocco continentale) di commercio, in cui Luca Cagnazzi rimase invischiato con la complicità del re.

## Genealogia
- Ferrante de Gemmis (1732-1803) - padre
- Gioacchino de Gemmis (1746-1822)- zio
- Giuseppe de Samuele Cagnazzi (1763-1837) - marito
- Luca de Samuele Cagnazzi (1764-1852) - cognato